# Discografia de MBLAQ
Esta é a discografia da boy band sul-coreana MBLAQ.

## Álbuns

### Álbuns de estúdio
| Ano                                                                                      | Detalhes Do álbum                                                                                       | Melhores posições | Vendas                             |
| Ano                                                                                      | Detalhes Do álbum                                                                                       | KOR               | Vendas                             |
| ---------------------------------------------------------------------------------------- | --- | ----------------- | ---------------------------------- |
| 2011                                                                                     | BLAQ Style - Lançamento: 10 de janeiro de 2011 - Gravadora: J.Tune Camp - Formato: CD, Download digital | 1                 | - KOR: 52,096+(Álbum + Repackaged) |
| "—" indica lançamentos que não figuraram nas paradas ou não foram lançados nessa região. | |                   |                                    |

### Extended plays
| Ano                                                                                      | Detalhes do álbum | Melhores posições | Vendas                                             |
| Ano                                                                                      | Detalhes do álbum | KOR               | Vendas                                             |
| ---------------------------------------------------------------------------------------- | --- | ----------------- | -------------------------------------------------- |
| 2009                                                                                     | Just BLAQ - Lançamento: 14 de outubro de 2009 - Gravadora: J.Tune Camp - Formato: CD, download digital                      | —                 | - KOR: 19,982+                                     |
| 2010                                                                                     | Y - Lançamento: 19 de maio de 2010 - Gravadora: J.Tune Camp - Formato: CD, digital download                                 | 3                 | - KOR: 29,714+                                     |
| 2011                                                                                     | Mona Lisa - Lançamento: 12 de julho (online) e 15 de julho de 2011 - Gravadora: J.Tune Camp - Formato: CD, download digital | 1                 | - KOR: 42,315+ - JPN: 3,193                        |
| 2012                                                                                     | 100% Ver. - Lançamento: 10 de janeiro de 2012 - Gravadora: J.Tune Camp - Formato: CD, download digital                      | 1                 | - KOR: 81,475+(Original + Repackaged) - JPN: 2,334 |
| 2013                                                                                     | Sexy Beat - Lançamento: 11 de junho de 2013 - Gravadora: J.Tune Camp - Formato: CD, download digital                        | 1                 | - KOR: - JPN: 616+                                 |
| "—" indica lançamentos que não figuraram nas paradas ou não foram lançados nessa região. | |                   |                                                    |

### Álbuns de compilação
| Ano                                                                                      | Detalhes do álbum | Melhores posições | Melhores posições | Vendas        |
| Ano                                                                                      | Detalhes do álbum | KOR               | JPN               | Vendas        |
| ---------------------------------------------------------------------------------------- | --- | ----------------- | ----------------- | ------------- |
| 2010                                                                                     | MBLAQ Taiwan Special Album - Lançamento: August 11, 2010 - Gravadora: Universal Music Taiwan - Formato: CD, download digital | —                 | —                 |               |
| 2012                                                                                     | BLAQ Memories - Lançamento: 7 de março de 2012 - Gravadora: Gr8! Records - Formato: CD, download digital                     | —                 | 18                | - JPN: 5,783+ |
| "—" indica lançamentos que não figuraram nas paradas ou não foram lançados nessa região. | |                   |                   |               |

## Singles

### Em coreano
| Ano                                                                                      | Título           | Melhores posições | Álbum                   |
| ---------------------------------------------------------------------------------------- | ---------------- | ----------------- | ----------------------- |
| 2009                                                                                     | "Oh Yeah"        | —                 | Just BLAQ               |
| 2009                                                                                     | "G.O.O.D luv"    | —                 | Just BLAQ               |
| 2010                                                                                     | "Y"              | 5                 | Y                       |
| 2010                                                                                     | "One Better Day" | —                 | Y                       |
| 2011                                                                                     | "Cry"            | 20                | BLAQ Style              |
| 2011                                                                                     | "Stay"           | 16                | BLAQ Style              |
| 2011                                                                                     | "Again"          | 23                | BLAQ Style - 3D Edition |
| 2011                                                                                     | "Mona Lisa"      | 8                 | Mona Lisa               |
| 2012                                                                                     | "Scribble"       | 8                 | 100% Ver.               |
| 2012                                                                                     | "This Is War"    | 6                 | 100% Ver.               |
| 2012                                                                                     | "Run"            | 129               | 100% Ver.               |
| 2013                                                                                     | "Smoky Girl"     | 18                | Sexy Beat               |
| "—" indica lançamentos que não figuraram nas paradas ou não foram lançados nessa região. |                  |                   |                         |

### Em japonês
| 2011                                                                                     | "Your Luv"  | 2  | 4 | —  | 49,307+ |  |  |
| 2011                                                                                     | "Baby U!"   | 2  | 6 | 80 | 45,183+ |  |  |
| 2013                                                                                     | "Mona Lisa" | 15 | — | —  | 9,661+  |  |  |
| "—" indica lançamentos que não figuraram nas paradas ou não foram lançados nessa região. |             |    |   |    |         |  |  |